# Château de Beauregard (Allier)
Pour les articles homonymes, voir Château de Beauregard.
Le château de Beauregard est un château situé au Veurdre, en France.

## Localisation
Le château est situé sur la commune du Veurdre, dans le département de l'Allier, en  région Auvergne-Rhône-Alpes.

## Description
Le château est composé d'une maison de maître avec jardin en terrasse, et de trois bâtiments agricoles (étable, remise, grange). La maison a conservé la quasi-totalité de ses menuiseries, boiseries et cheminées d'origine.

## Historique
Le fief est mentionné depuis le Moyen Âge. Le château actuel a été édifié en 1778.
L'édifice est inscrit au titre des monuments historiques en 1991.